# La stanza del vescovo (film)
La stanza del Vescovo è un film del 1977 diretto da Dino Risi tratto dall'omonimo romanzo di Piero Chiara del 1976.
È stato presentato fuori concorso al 30º Festival di Cannes del 1977, mentre la prima proiezione in sala è avvenuta sempre in Francia il 14 settembre dello stesso anno.
Per la regia del film il produttore Giovanni Bertolucci scelse inizialmente Luigi Comencini. Poi però, a seguito delle pressioni dei distributori esteri favorevolmente impressionati dal successo internazionale di Profumo di donna, fu scelto Dino Risi.

## Trama
1946: Marco Maffei, trentenne tornato a Luino dalla Svizzera dove si era rifugiato per scampare dalla guerra, vagabonda per il lago Maggiore con la Tinca, la sua barca a vela. Il giovane, benestante, ha deciso di concedersi un lungo periodo di vacanza prima di cercare un lavoro stabile. Un pomeriggio, mentre attracca al porto di un paese, incontra Temistocle Mario Orimbelli, ozioso e gaudente avvocato di mezza età. Anch'egli da poco rientrato a casa, dopo dieci anni trascorsi lontano dalla moglie, tra l'Africa (dove è stato in guerra) e Napoli come ufficiale dell'ex Regio Esercito, fraternizza con il giovane, imbarcandosi.
Insieme raggiungono in barca la darsena della villa dove l'avvocato abita con la dispotica moglie Cleofe Berlusconi, sposata soltanto per interesse. Della famiglia fa parte anche la giovane e bella cognata Matilde Scrosati, moglie di Angelo, fratello di Cleofe, ritenuto disperso in guerra d'Etiopia. Proprio in quei giorni si attende l'arrivo della dichiarazione di morte presunta. Dopo la cena, Marco viene ospitato per la notte nella "stanza del Vescovo": il nome deriva da un prozio di Cleofe, monsignor Alemanno Berlusconi, annegato anni prima in modo misterioso nella darsena.
Per sfuggire alle grinfie della moglie, la mattina successiva Orimbelli si fa trovare sulla barca, costringendo Maffei a ospitarlo. Nonostante la differenza di età, tra loro nasce una complicità che li porta a una crociera romantica con due disinvolte turiste svizzere. Al ritorno in villa l'Orimbelli, che ha delle mire su Matilde, intuisce l'interesse di Marco per la cognata. Per eliminare il concorrente, confessa all'amico di avere con lei una relazione segreta. Marco cade nel tranello, rinuncia a corteggiare Matilde e lascia campo libero all'Orimbelli, che seduce la cognata durante la navigazione sul lago insieme a Maffei e a una sua amica, Landina. Mentre i quattro veleggiano arriva la notizia della morte di Cleofe, annegata nella darsena come lo zio vescovo. Marco sospetta dell'avvocato, che gli sembra di aver visto in bicicletta la notte della morte di Cleofe. Lo racconta a Matilde, ma la donna gli dice che si è sbagliato e di tacere con il magistrato che segue il caso. Le indagini si concludono con l'archiviazione per suicidio e pochi mesi dopo l'Orimbelli e Matilde si sposano.
Marco riprende a navigare sul lago e dopo qualche tempo torna a villa Cleofe. Qui si rende conto che i rapporti tra i due coniugi sono pessimi. Di nascosto l'uno dall'altra, l'Orimbelli confessa a Marco che il matrimonio è finito e gli chiede di tornare insieme in barca sul lago, mentre Matilde gli racconta che dopo pochi mesi di vita in comune si è convinta che il marito sia capace di tutto e possa essere davvero l'assassino di Cleofe.
La sera stessa a sorpresa alla villa si presenta Angelo Berlusconi di ritorno dall'Etiopia. Infatti l'uomo, evirato dai guerrieri etiopi e dato per disperso, in realtà era vivo ed era rimasto in Africa all'insaputa di tutti, tranne che della sorella e dell'Orimbelli. Berlusconi ha saputo della morte della sorella e accusa il cognato di essersi impossessato di tutto il patrimonio di Cleofe, compresa la propria quota che la donna aveva ereditato dopo la dichiarazione di morte presunta. L'Orimbelli lo caccia, ma il cognato gli annuncia che indagherà per conto suo. Maffei va a trovare Berlusconi e questi, per sostenere le sue ragioni, legge una lettera che la sorella gli ha scritto il giorno della morte, il cui contenuto non sembra quello di un prossimo suicida. Le indagini di Berlusconi hanno successo: a incastrare l'Orimbelli arriva la testimonianza di un meccanico ciclista che afferma di avergli venduto una bicicletta, la stessa sulla quale Marco lo aveva visto la notte in cui ha ucciso la moglie. Accertati i forti indizi di colpevolezza, il magistrato ordina l'arresto, ma l'uomo si chiude a chiave nella stanza del Vescovo e si impicca.
Matilde e Marco potrebbero iniziare una seria storia d'amore, ma dopo una notte di passione il giovane decide di andarsene sulla Tinca nonostante l'esplicita offerta di restare di Matilde, ora proprietaria della villa donatale dal Berlusconi prima di ripartire per l'Africa.

## Produzione
Per la parte di Matilde inizialmente era stata scelta l'attrice Lilli Carati.
Nel film, come nel romanzo, ci sono due barche, la Lady e la Tinca, che in origine si chiamava Jamaica ed era una scialuppa di salvataggio dell'Angelina Lauro. Ora la barca è affondata e si trova a circa 200 metri a sud del porto di Ranco (Varese), a 30 metri da riva e a 15 metri sott'acqua. Invece la Lady era uno sloop del 1898.
In un'intervista, Anna Brovelli di Ranco, che curò la parte nautica del film, ricorda le riprese (iniziate l’11 settembre 1976 e terminate il 23 dicembre) e le veleggiate con Piero Chiara.
Le riprese del film sono state realizzate in diverse località piemontesi e lombarde del Lago Maggiore, nello specifico:
- i Castelli di Cannero, l'isoletta dove si svolge la colazione sull'erba tra Maffei, Orimbelli e le due ragazze svizzere;
- Villa Castelli a Stresa, la villa in riva al lago dei Berlusconi;
- l'Eremo di Santa Caterina del Sasso, a Leggiuno, il luogo dove Maffei mostra a Orimbelli, Matilde e Landina le spoglie di un uomo. Queste spoglie in realtà sono quelle dell'eremita Beato Alberto Besozzi ora conservate nella chiesa dell'Eremo;
- l'Isola Bella, l'isola dove Orimbelli invia una lettera alla moglie;
- Baveno, nella cui chiesa parrocchiale si svolge il matrimonio tra Orimbelli e Matilde;
- Verbania, frazioni di Pallanza (scene del ristorante e dell'hotel) e Suna (l'imbarcadero dove Maffei e Orimbelli si incontrano per la prima volta).

Prima dell'inizio delle riprese i due registi si incontrarono nel bar dello stabilimento della Fono Roma, ove nacque un vivace alterco terminato con "un paio di punti" di sutura al pronto soccorso.

## Accoglienza
Presentato fuori concorso per l'apertura del Festival di Cannes 1977, il film è fischiato e considerato di scarsa qualità. Patrick Dewaere stesso avrà, in un'intervista, parole molto dure : "Spero che non andrà bene. Se avessero seguito il copione, che era geniale, il film sarebbe sicuramente stato geniale. Ma il mio personaggio è soltanto uno stronzetto dagli occhi da innamorato. Tutto il film gira intorno a Ugo Tognazzi che non è stato al livello benché abbia tirato l'acqua al proprio mulino." Per questi vari motivi l film è un fiasco in Francia dove farà circa 160 000 entrate, mentre in Italia è un successo (4 487 575 entrate).

## Colonna sonora
Il tema della colonna sonora di Armando Trovaioli è stato riutilizzato per la sigla finale del coevo gioco a quiz condotto da Raimondo Vianello e Sandra Mondaini.

### Tracce
Questi i brani: 
- Lady in Black
- Jump 1945
- B G on the Air
- Specchio
- Moonlight Serenade
- Light breeze
- Girl on board
- Easy liscio
- La stanza del vescovo
- Ricordi nell'armadio
- Love love

## Distribuzione

### Divieti
Le scene di nudo integrale valsero al film il divieto di visione per i minori di 14 anni (13 in Francia). Il divieto è stato eliminato con la revisione ministeriale dell'8 aprile 2009.

## Riconoscimenti
- David di Donatello 1977 a Leo Benvenuti e Piero De Bernardi per la migliore sceneggiatura.
- Efebo d'oro 1979

## Curiosità
In una scena girata in esterni si vede chiaramente il poster del film Il sole sorgerà ancora, uscito nel 1957, mentre il film è ambientato nel 1946-47, cioè oltre 10 anni prima.